# San José Teacalco
San José Teacalco là một đô thị thuộc bang Tlaxcala, México. Năm 2005, dân số của đô thị này là 5118 người.